# Alexandra Breckenridge
Pour les articles homonymes, voir Breckenridge.
Alexandra Breckenridge est une actrice, chanteuse et photographe américaine née le 15 mai 1982 à Bridgeport, Connecticut (États-Unis), principalement connue pour avoir incarné Willa McPherson dans la série Dirt, Moira O'Hara dans la série American Horror Story, dans laquelle elle fait également une petite apparition lors de la troisième saison avec un autre personnage et Jessie Anderson dans The Walking Dead.

## Biographie
Née à Bridgeport, Connecticut, Breckenridge commença à s'intéresser au cinéma pendant qu'elle vivait à Mill Valley en Californie à l'âge de 11 ans. Elle et sa mère déménagèrent à Los Angeles quand Alex avait 15 ans pour poursuivre sa carrière. Elle est la nièce de l'acteur Michael Weatherly.
Elle enchaîne les apparitions dans diverses productions durant une dizaine d'années, avant de décrocher en 2006 son premier emploi stable : un rôle régulier dans la série dramatique Dirt. Cette satire noire menée par Courteney Cox ne connaît que deux courtes saisons avant d'être arrêtée. Elle rebondit dès l'année suivante dans la série romantique The Ex List, qui ne connaît qu'une saison en 2008.
Elle se contente dès lors d'apparitions isolées, mais aussi de rôles récurrents : en 2010 dans la série pour adolescents Life Unexpected, en 2011 dans le thriller fantastique True Blood, ou encore dans quelques épisodes de la série anthologique American Horror Story. Le créateur Ryan Murphy la rappellera pour un autre rôle secondaire pour la troisième saison, en 2013.
La même année, elle gagne un nouveau rôle régulier. Mais la comédie fantastique Save Me est diffusée dans l'indifférence, et annulée au bout de huit épisodes.
L'année 2015 lui offre enfin un rôle exposé : elle rejoint la très populaire série horrifique The Walking Dead lors des saisons 5 et 6.
En 2019, elle obtient le rôle principal de Melinda "Mel" Monroe dans la nouvelle série dramatique,Virgin River créée par Sue Tenney et basée sur la série de livres Virgin River de Robyn Carr (en), disponible depuis le 6 décembre 2019 sur Netflix avec Martin Henderson, Tim Matheson et Annette O'Toole. 

### Vie privée
C’est Katy Perry qui a joué les intermédiaires dans la rencontre du couple, puisque Casey, guitariste, a rencontré Alexandra lors d'une soirée après la cérémonie des Grammy Awards de 2012. Le couple s'est fréquenté pendant deux ans à partir et Alexandra a annoncé ses fiançailles en 2014. Le couple s'est finalement marié en septembre 2015. Aujourd'hui, Alexandra Breckenridge et Casey Hooper vivent à Atlanta 
Le 3 septembre 2016, elle donne naissance à un garçon, Jack Breckenridge Hooper. Le 6 décembre 2017 elle donne naissance à une petite fille, Billie Breckenridge Hooper.

## Filmographie

### Cinéma

#### Long métrage
- 2002 : Orange County de Jake Kasdan : Anna (non créditée au générique)
- 2002 : Méchant Menteur (Big Fat Liar) de Shawn Levy : Janie Shepherd
- 2002 : Wishcraft de Danny Graves et Richard Wenk : Kristie
- 2002 : Vampire Clan (en) de John Webb : Charity Lynn Keesee
- 2006 : She's the Man d'Andy Fickman : Monique Valentine
- 2008 : The Art of Travel de Thomas Whelan : Kate
- 2009 : The Bridge to Nowhere de Blair Underwood : Sienna
- 2012 : Jamais sans mes enfants (Ticket Out) de Doug Lodato : Jocelyn
- 2015 : Sex Addiction (Zipper) de Mora Stephens : Christy
- 2015 : Always Watching: A Marble Hornets Story de James Moran : Sara
- 2015 : Other People's Children de Liz Hinlein : Ariel
- 2015 : Dark de Nick Basile : Leah
- 2016 : Broken Vows de Bram Coppens : Debra
- Kuri Kuri Mix : Chestnut

#### Court métrage
- 2002 : Slasher Flick de Nick Basile : Laura
- 2003 : D.E.B.S d'Angela Robinson : Amy
- 2005 : Rings (vidéo) de Jonathan Liebesman : Vanessa
- 2006 : Jack Rabbit de Bryten Goss : Harley
- 2011 : Darkest Hour de Ranjeet S. Marwa : Alicia

### Télévision

#### Téléfilms
- 1998 : Even the Losers de Sara Gilbert : rôle inconnu
- 1999 : Locust Valley de Peter Lauer (en) : Arden
- 2004 : Mystery Girl d'Adam Shankman : Katie Hill
- 2005 : Murder Book d'Antoine Fuqua : Sarah
- 2005 : Romy and Michele: In the Beginning de Robin Schiff : Michele Weinberger
- 2010 : True Love de Pamela Fryman : Erin
- 2011 : Cooper and Stone de John Dahl : Jenna Cooper
- 2016 : Dangereuse attraction (Broken Vows) de Brams Coopens : Debra
- 2018 : Le livre de Noël  de Megan Follows : Claire
- 2020 : Coup de foudre en direct (Love in Store) de Paul Ziller : Terrie Carpenter

#### Séries télévisées
- 2000 : Dawson (Dawson's Creek) : Kate Douglas (Saison 3, épisode 14)
- 2000 : Freaks and Geeks : Shelly (saison 1, épisode 11)
- 2000 : Opposite Sex : Francise (Saison 1, épisodes 3 à 5)
- 2001 : Charmed : Michelle Miglis (saison 4, épisode 10)
- 2001 : Les Années campus (Undeclared) : Prim and Proper Girl (saison 1, épisode 1)
- 2002 : Les Années campus (Undeclared) : Celeste (saison 1, épisode 16)
- 2002 : Buffy contre les vampires (Buffy The Vampire Slayer) : Kit Holburn (saison 7, épisode 1)
- 2003 : Les Experts (CSI: Crime Investigation) : Tara (saison 4, épisode 21)
- 2004 : JAG : Pia (saison 10, épisode 8)
- 2005 : Médium (Medium): Isabel (saison 1, épisode 7)
- 2005-... : Les Griffin (Family Guy) : personnages variés (60 épisodes)
- 2005 : Sex, Love & Secrets : Maddie Lyall (saison 1, épisode 8)
- 2006 : American Dad! : une fille (saison 1, épisode 22)
- 2006-2007 : Dirt : Willa McPherson (saisons 1 et 2)
- 2007 : Enquêteur malgré lui (Psych) : Betty (saison 1, épisode 15)
- 2008 : Cavalcade of Cartoon Comedy : Princess Peach (voix) (saison 1, épisode 1)
- 2008 : Belle et ses ex : Vivian (saison 1)
- 2008 : Cavalcade of Cartoon Comedy : Princess #1 (voix) (saison 1, épisode 13)
- 2009-2010 : Life Unexpected : Abby Cassidy (saison 1, épisodes 3, 9, 10 et 11 - saison 2, épisode 10)
- 2010 : Sons of Tucson : Gina (saison 1, épisodes 8 et 13)
- 2011 : Franklin & Bash : Emily Clare (saison 1, épisode 8)
- 2011 : True Blood : Katerina Pelham (saison 4, épisodes 1, 2, 5 et 7)
- 2011 : American Horror Story, saison 1 : Moira O'Hara, jeune (saison 1, épisodes 1, 2, 3, 7, 9 et 12)
- 2012 : Men at Work : Katelyn (saison 1, épisode 8)
- 2013 : Save Me : Carly Brugano, maîtresse de Tom (saison 1)
- 2013 : American Horror Story: Coven : Kaylee (saison 3, épisode 4 et 6)
- 2014 : Rake  : Brooke Alexander (saison 1, épisode 2)
- 2015 : Extant : Zoe Grant (saison 2, épisode 2)
- 2015-2016 : The Walking Dead : Jessie Anderson (rôle récurrent saison 5, épisodes 12 à 16 - rôle régulier saison 6, épisodes 1,2,5,7,8,9)
- 2017-présent : This Is Us : Sophie (récurrente saison 1, principale saison 2, invitée saison 3 et 4)
- 2018 : New York, unité spéciale : Sarah Kent (saison 20, épisode 9)
- depuis 2019 : Virgin River : Melinda "Mel" Monroe (rôle principal)

## Voix françaises
| - Philippa Roche dans (les séries télévisées) : - The Ex List - Life Unexpected - American Horror Story - Virgin River - Vanina Pradier dans : - Romy and Michele: In the Beginning - Dirt (série télévisée) | Et aussi - Catherine Cipan dans Buffy contre les vampires (série télévisée) - Valérie Siclay dans She's the Man - Bénédicte Bosc dans Médium (série télévisée) - Ilana Castro dans True Blood (série télévisée) - Fanny Roy dans Jamais sans mes enfants (téléfilm) - Laura Préjean dans The Walking Dead (série télévisée) |